# سیارک ۹۳۶۴
سیارک ۹۳۶۴ (به انگلیسی: 9364 Clusius، نامگذاری:1992HZ3) نه هزار و سیصد و شصت و چهارمین سیارک کشف شده‌است که در ۲۳ آوریل ۱۹۹۲ کشف شد.
قدر مطلق سیارک برابر ۱۳٫۲۰ است.